# Juan (ur. 2002)
Juan Santos da Silva (ur. 7 marca 2002 w São Paulo) – brazylijski piłkarz występujący na pozycji napastnika, od 2019 roku zawodnik São Paulo.